# マルタ総督
マルタ総督では、イギリス領、のち英連邦王国の自治領であったマルタに置かれた総督を一覧で示す。正式な名称は時代によって異なる。公邸はサンアントン宮殿（現在は大統領官邸）に置かれた。

## イギリス領マルタ総督
英: Governor of Malta（1813年 - 1964年）
| 氏名                                                 | 就任           | 退任           |
| ---------------------------------------------------- | -------------- | -------------- |
| トーマス・メイトランド                               | 1813年7月23日  | 1824年1月17日  |
| 初代ヘイスティングズ侯爵フランシス・ヘイスティングズ | 1824年1月17日  | 1827年11月28日 |
| アレグザンダー・ジョージ・ウッドフォード（代理）     | 1827年11月28日 | 1835年5月      |
| フレデリック・キャヴェンディッシュ・ポンソンビー     | 1827年2月15日  | 1835年5月      |
| ジョージ・カーデュー（代理）                         | 1835年5月      | 1836年7月4日   |
| トーマス・エヴァンス（代理）                         | 1836年7月4日   | 1836年9月30日  |
| ヘンリー・バウヴィリー                               | 1836年10月1日  | 1843年         |
| パトリック・ステュアート                             | 1843年         | 1847年10月     |
| リチャード・オフェラル                               | 1847年10月     | 1851年5月13日  |
| ロバート・エリス（代理）                             | 1851年5月13日  | 1851年10月27日 |
| ウィリアム・リード                                   | 1851年10月27日 | 1858年         |
| ジョン・ル・マーチャント                             | 1858年         | 1864年11月15日 |
| ヘンリー・ナイト・ストークス                         | 1864年11月15日 | 1867年5月15日  |
| パトリック・グラント                                 | 1867年5月15日  | 1872年6月3日   |
| チャールズ・ヴァン・ストローベンジー                 | 1872年6月3日   | 1878年5月13日  |
| アーサー・ボートン                                   | 1878年6月10日  | 1884年4月      |
| ジョン・シモンズ                                     | 1884年4月28日  | 1888年9月28日  |
| ヘンリー・トレンズ                                   | 1888年9月28日  | 1889年12月1日  |
| ヘンリー・オーガスタス・スミス                       | 1890年         | 1893年         |
| アーサー・フリーマントル                             | 1893年         | 1899年1月6日   |
| フランシス・ウォレス・グレンフェル                   | 1899年1月6日   | 1903年         |
| チャールズ・クラーク                                 | 1903年         | 1907年         |
| ヘンリー・グラント                                   | 1907年         | 1909年         |
| レスリー・ランドル                                   | 1909年         | 1915年2月      |
| ポール・メスエン                                     | 1915年2月      | 1919年5月      |
| ハーバート・プラマー                                 | 1919年         | 1924年         |
| ウォルター・ノリス・コングリーヴ                     | 1924年6月29日  | 1927年2月28日  |
| ジョン・フィリップ・デュ・ケイン                     | 1927年2月28日  | 1931年6月12日  |
| デイヴィッド・キャンベル                             | 1931年6月12日  | 1936年3月12日  |
| チャールズ・ボナム＝カーター                         | 1936年3月12日  | 1940年         |
| ウィリアム・ドビー                                   | 1940年4月      | 1942年         |
| 第6代ゴート子爵ジョン・ヴェレカー                    | 1942年         | 1944年9月26日  |
| エドモンド・シュライバー                             | 1944年9月26日  | 1946年7月10日  |
| フランシス・ダグラス                                 | 1946年7月10日  | 1949年9月16日  |
| ジェラルド・クリージー                               | 1949年9月16日  | 1954年8月3日   |
| ロバート・レイコック                                 | 1954年8月3日   | 1959年2月13日  |
| ガイ・グランサム                                     | 1959年2月13日  | 1962年7月2日   |
| モーリス・ヘンリー・ドーマン                         | 1962年7月2日   | 1964年9月21日  |

## 自治領マルタ国総督
英: Governor-General of Malta（1964年 - 1974年）
| 氏名                         | 就任          | 退任           |
| ---------------------------- | ------------- | -------------- |
| モーリス・ヘンリー・ドーマン | 1964年9月21日 | 1971年4月4日   |
| アンソニー・マモ             | 1971年4月4日  | 1974年12月13日 |

## 総督旗

?1813年 - 1875年
?1875年 - 1898年
?1898年 - 1943年
?1943年 - 1964年
?自治領時代 1964年 - 1974年